# Franz Robert Schöni
Franz Robert Schöni (* 21. März 1841 in Erlach, Kanton Bern; † 28. März 1876 ebenda) war ein Schweizer Lyriker und Lehrer.

## Leben und Werk
Franz Robert Schöni wurde 1841 als Sohn eines Gerichtspräsidenten am Bielersee geboren. Nach dem Besuch der Kantonsschule in Bern studierte er 1862 an der dortigen Hochschule Jurisprudenz. Danach folgte ein zweijähriger Aufenthalt an der Universität Heidelberg, wo er sich zuerst philosophischen und philologischen Studien, später dann dem Studium der englischen und spanischen Literatur widmete. 1868 schloss sich ein Aufenthalt an der Universität Tübingen an, wo er 1869 zum Dr. phil. promovierte. Im Frühjahr desselben Jahres unternahm er eine mehrmonatige Reise nach Südfrankreich und Katalonien. Zurück in der Schweiz, habilitierte er sich im Jahre 1870 als Privatdozent an der Berner Hochschule und wurde ein Jahr später Lehrer für deutsche Sprache und Literatur am Gymnasium der Berner Kantonsschule.
1871 erschien im Berner J. Allemann Verlag Schönis Buch Der Stifter von Hofwyl: Leben und Wirken Fellenberg’s über Philipp Emanuel von Fellenberg. 1873 erzeugte er dann mit seinem Lyrikband unter dem schlichten Titel Gedichte, publiziert beim Fiala-Verlag in Bern für Aufmerksamkeit.
Eine Woche nach seinem 35. Geburtstag verstarb Franz Robert Schöni im Jahr 1876 in seinem Geburtsort Erlach.

## Bücher (Auswahl)
Einzelbände
- Der Stifter von Hofwyl: Leben und Wirken Fellenberg’s. Bern 1871.
- Gedichte. Lyrik. Bern 1873.